# Gabriel Alomar
Gabriel Alomar Villalonga (Palma de Mallorca, 7 de octubre de 1873-El Cairo, 7 de agosto de 1941) fue un poeta, prosista, ensayista, crítico literario, político y diplomático español, muy relacionado con el movimiento artístico modernista catalán.

## Biografía
Nació en Palma (Mallorca) en 1873. Fue un libertario de izquierdas activo, especialmente en Barcelona y otras regiones catalanoparlantes, desde los primeros años del siglo XX hasta su muerte en el exilio. Alomar creció en las islas Baleares, una comunidad entonces muy conservadora. Su padre era funcionario y la familia se estableció en varias ciudades durante su niñez. 
En 1888, después de terminar sus estudios en Palma, se fue a Barcelona para continuar con su educación; en esta ciudad se convirtió en periodista y publicó sus poemas, que el crítico Josephine de Boer catalogó como parnasianistas. Se involucró también en el movimiento nacionalista catalán y la corriente literaria del novecentismo, con influencias poéticas de Gabriele D'Annunzio y Giosuè Carducci. Colaboró como crítico literario en numerosos diarios, como El Poble Català y El Imparcial.
Miembro inicial de la Unión Federal Nacionalista Republicana (UFNR), abandonó esta formación tras el fracaso de la alianza electoral con los radicales de Alejandro Lerroux en los comicios de 1914. Con posterioridad militaría en el Bloc Republicà Autonomista (1915), y en el Partit Republicà Català (1917), formaciones en cuya fundación también participó. Tiempo después, en 1923, fue uno de los fundadores de la Unió Socialista de Catalunya (USC). Fue embajador de la República Española en Italia entre 1932 y 1934 y, desde 1937, en Egipto, donde se mantuvo exiliado al acabar la Guerra Civil.
Falleció en El Cairo en 1941.

## Homenajes
- Tiene una avenida con su nombre en Palma.[5]

## Obras
- Un poble que es mor. Tot passant (1904),
- El futurisme (1905)
- L'estètica arbitrària (1904-1905)
- De poetització (1906)
- La columna de foc (1911), poesías.
- Verba (1918)
- La formación de sí mismo (1920)
- La guerra a través de un alma (1917)